# 덤덤 (서벵골주)

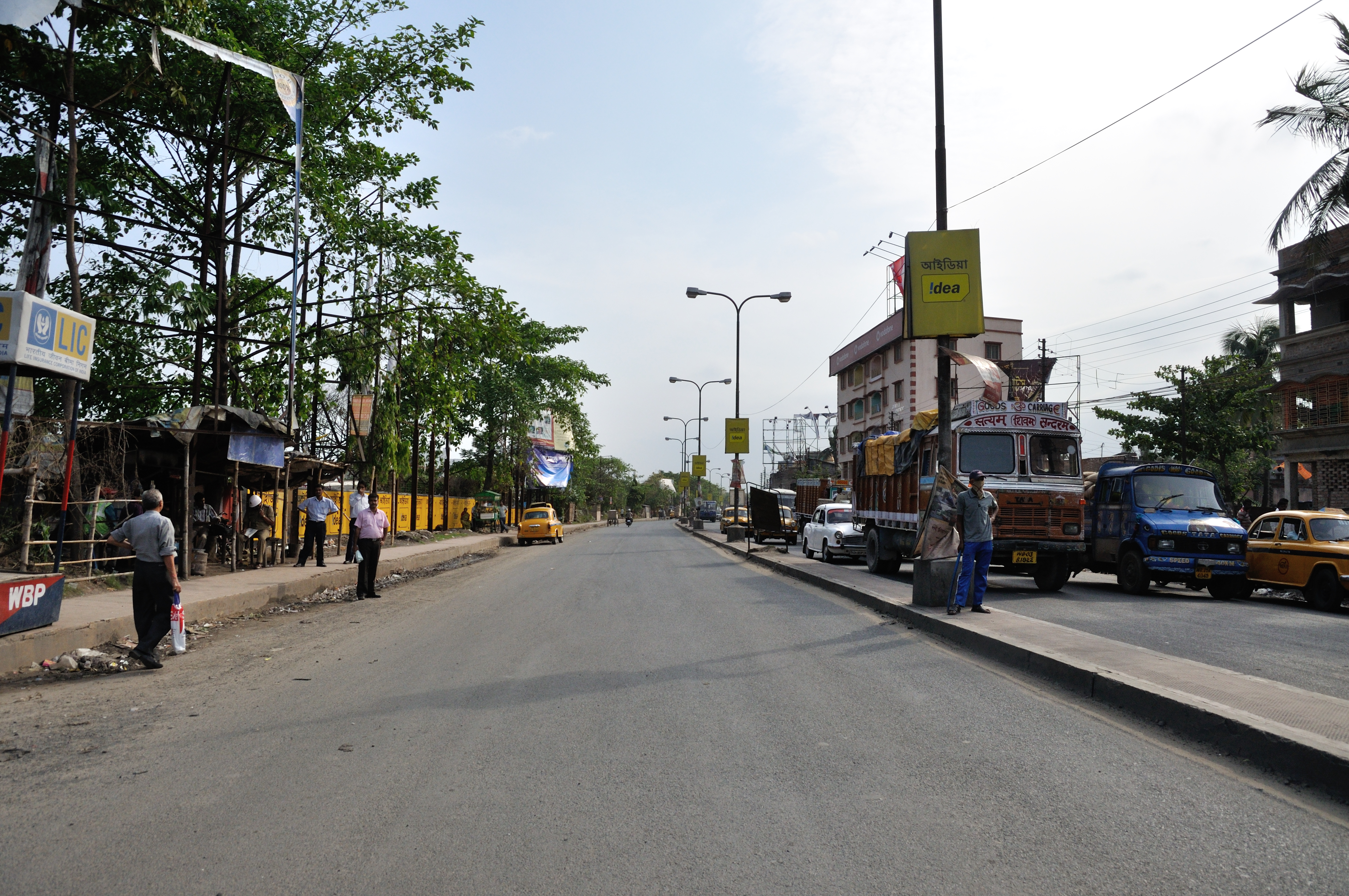
덤덤의 제소르 길

덤덤(벵골어: দমদম,영어: Dum Dum)은 인도 서벵골주의 도시이다.

## 같이 보기
- 덤덤탄
- 리슈만편모충증